# Феликс, Курт
Курт Феликс (англ. Kurt Felix; род. 4 июля 1988, Сент-Джорджес) — гренадский легкоатлет, специалист по многоборьям. Выступает за сборную Гренады по лёгкой атлетике с 2004 года, бронзовый призёр Игр Содружества в Глазго, серебряный призёр Панамериканских игр в Торонто, действующий рекордсмен страны в семиборье и десятиборье, участник двух летних Олимпийских игр.

## Биография
Курт Феликс родился 4 июля 1988 года в Сент-Джорджесе, Гренада.
Добившись определённых успехов в карибском регионе, затем занимался лёгкой атлетикой в США во время учёбы в Университете штата Айдахо в Бойсе — состоял в местной легкоатлетической команде, неоднократно принимал участие в различных студенческих соревнованиях, в частности становился чемпионом первого дивизиона Национальной ассоциации студенческого спорта в десятиборье.
Вошёл в число элитных десятиборцев мирового уровня в сезоне 2010 года, когда в составе гренадской национальной сборной выступил на Играх Центральной Америки и Карибского бассейна в Маягуэсе и на Играх Содружества в Дели.
Благодаря череде удачных выступлений удостоился права защищать честь страны на летних Олимпийских играх 2012 года в Лондоне, однако досрочно завершил здесь выступление в десятиборье и не показал никакого результата.
В 2013 году участвовал в чемпионате мира в Москве, но так же без результата сошёл с дистанции.
В 2014 году завоевал бронзовую медаль в десятиборье на Играх Содружества в Глазго, стал девятым в метании копья на Играх Центральной Америки и Карибского бассейна в Веракрусе.
В 2015 году побывал на Панамериканских играх в Торонто, откуда привёз награду серебряного достоинства, выигранную в десятиборье — уступил здесь только канадцу Дамиану Уорнеру. Кроме того, показал восьмой результат на чемпионате мира в Пекине.
В 2016 году был шестым в семиборье на чемпионате мира в помещении в Портленде. Находясь в числе лидеров легкоатлетической команды Гренады, благополучно прошёл отбор на Олимпийские игры в Рио-де-Жанейро — на сей раз набрал в сумме всех дисциплин десятиборья 8323 очка, расположившись в итоговом протоколе соревнований на девятой строке.
После Олимпиады в Рио Феликс остался в составе гренадской национальной сборной на ещё один олимпийский цикл и продолжил принимать участие в крупнейших международных стартах. Так, в 2017 году он выступил на чемпионате мира в Лондоне, где занял седьмое место в программе десятиборья. На соревнованиях в немецком Ратингене установил свой личный рекорд в данной дисциплине — 8509 очков, который также является национальным рекордом Гренады.
В 2018 году отметился выступлением в семиборье на чемпионате мира в помещении в Бирмингеме, стал четвёртым в десятиборье на Играх Содружества в Голд-Косте.
На Панамериканских играх 2019 года в Лиме без результата досрочно завершил выступление.
Его сводный брат Линдон Виктор тоже является десятиборцем мирового уровня.